# روسینا ۹۸۵
سیارک ۹۸۵ (به انگلیسی: 985 Rosina، نامگذاری:1922MO) نهصد و هشتاد و پنجمین سیارک کشف شده‌است که در ۱۴ اکتبر ۱۹۲۲ و در هایدلبرگ کشف شد.
قدر مطلق سیارک برابر ۱۲٫۷۰ است.